# Detlev Buck
Detlev Buck (født 1. december 1962 i Bad Segeberg) er en tysk skuespiller, manusforfatter, producent og filmskaber. Han bor med sin datter Bernadette Sophie Buck (født 1986) i Berlin.

## Filmografi
- 1984: Erst die Arbeit und dann? (filmregissør, manusforfatter, skuespiller)
- 1986: Normal bitte (filmregissør)
- 1987: Worauf wir abfahren (filmregissør)
- 1987: Eine Rolle Duschen (filmregissør, klipper)
- 1988: Was drin ist (filmregissør)
- 1990: Alles offen (skuespiller)
- 1990: Hopnick (filmregissør, manusforfatter, skuespiller)
- 1990: Schwarzbunt Märchen (filmregissør, producent, klipper, fotograf)
- 1991: Karniggels (filmregissør, manusforfatter)
- 1992: Kinderspiele (skuespiller)
- 1993: Wir können auch anders (filmregissør, manusforfatter, skuespiller)
- 1994: Alles auf Anfang (skuespiller)
- 1995: Bismarckpolka (skuespiller)
- 1995: Küß mich (skuespiller)
- 1995: Unter der Milchstraße (skuespiller)
- 1995: Der Elefant vergißt nie (filmregissør, manusforfatter)
- 1996: Männerpension (filmregissør, manusforfatter, skuespiller)
- 1997: Nackt im Cabrio (skuespiller)
- 1998: Lift (skuespiller)
- 1998: Candy (skuespiller)
- 1998: Liebe deine Nächste (filmregissør, manusforfatter, skuespiller)
- 1999: Aimée und Jaguar (skuespiller)
- 1999: Sonnenallee (producent, manusforfatter, skuespiller)
- 1999: Der Große Bagarozy (skuespiller)
- 2000: Flashback – Mörderische Ferien (skuespiller)
- 2000: Fernes Land Pa-Isch (skuespiller)
- 2000: LiebesLuder (filmregissør, manusforfatter, skuespiller)
- 2001: Kuscheldoktor (skuespiller)
- 2002: Platzangst (skuespiller)
- 2002: Blue Moon (skuespiller)
- 2003: Herr Lehmann (skuespiller)
- 2003: Mein Name ist Bach (skuespiller)
- 2004: Nacktschnecken (skuespiller)
- 2004: Liebe süß-sauer – Die Verlobte aus Schanghai (skuespiller)
- 2005: NVA (producent, skuespiller)
- 2005: Kabale und Liebe (producent, skuespiller)
- 2006: Knallhart (filmregissør)
- 2007: Midsummer Madness (skuespiller)
- 2009: 12 Meter Ohne Kopf (skuespiller)